# GU Piscium b
GU Piscium b (en abrégé GU Psc b) est une planète extrasolaire confirmée en orbite autour de l'étoile GU Piscium (en), une étoile variable située à une distance d'environ 160 années-lumière (48 parsecs) du Soleil, dans la constellation zodiacale des Poissons.

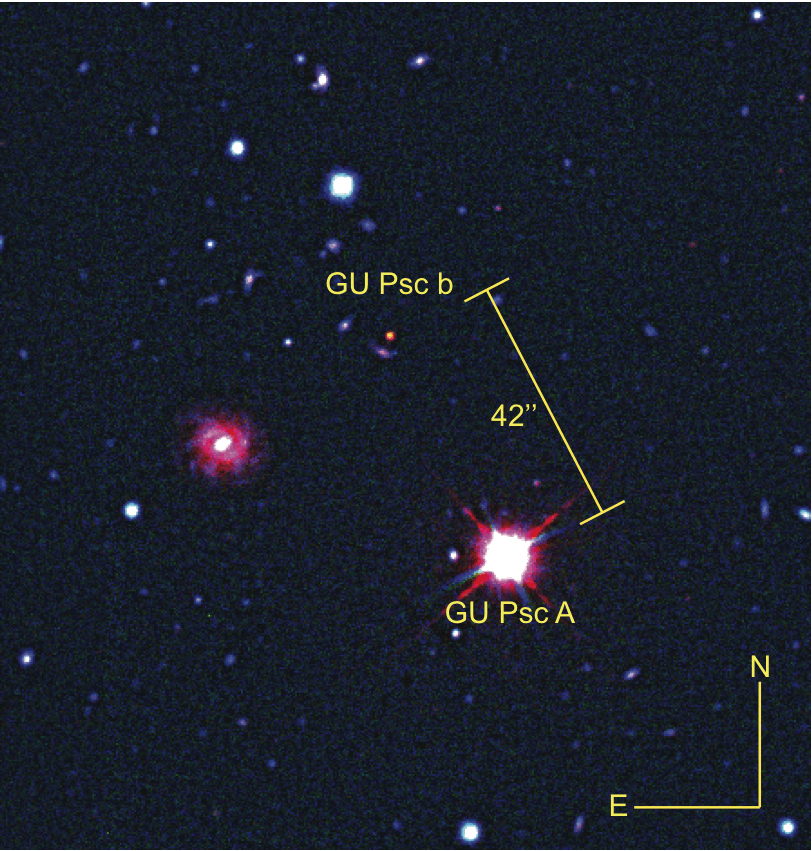
Le système de GU Piscium b en fausses couleurs.

Détectée par imagerie directe en 2013, sa découverte a été annoncée le 28 avril 2014.